# Neobrachiochondria quadrata
Neobrachiochondria quadrata – gatunek widłonoga z rodziny Chondracanthidae; jedyny przedstawiciel rodzaju Neobrachiochondria. Gatunek i rodzaj opisał w 1969 roku pracujący w Kanadzie polski parazytolog Zbigniew Kabata. Okazy typowe znajdowały się w kolekcji University of Adelaide, a pozyskano je w 1934 roku w Port Willunga w Australii Południowej (obecnie przedmieścia Adelaide). Skorupiaki te są pasożytami żyjącymi na skrzelach ryb Hypoplectrodes nigroruber.